# Associació Maltesa de Rugbi Lliga
L'Associació Maltesa de Rugbi Lliga (en anglès: Maltese Rugby League Association, MRLA) és l'organisme que regula i organitza l'esport del rugbi lliga o rugbi a 13 a Malta.
Fou creada l'1 de setembre de 2008 i està afiliada com a membre a la Federació Europea de Rugbi Lliga (RLEF) i reconeguda per la Federació Internacional de Rugbi Lliga (RLIF). També és membre del Kunsill Malti ghall-iSport (KMS), l'organització nacional encarregada de recolzar, desenvolupar i promoure l'esport a Malta i a Gozo.